# Paulo Roberto da Costa (político)
Paulo Roberto da Costa, também conhecido como Galo, (Curitiba, 27 de dezembro de 1951) é um comunicador e político brasileiro.

## Vida pessoal
Nascido em Curitiba, passou parte da infância na cidade de Paranaguá. Foi casado com Rosana de Fatima Massolin e juntos tiveram três filhos.

## Carreira profissional
Como apresentador de televisão teve passagem pela TV Brasil Oeste em Cuiabá com o programa Linha de Fogo. Comandou o programa Boa Tarde Paraná na Band Curitiba, e em 2011 ingressou na Rede Massa, comandando o programa Tribuna da Massa, também no Paraná. Já em 2017 retornou à Band. 
Em outubro de 2019 passou a apresentar o programa a Hora do Galo na TVCI.

## Carreira política
Nas eleições de 2002 foi candidato a deputado federal pelo Partido da Frente Liberal (PFL) em Mato Grosso, não sendo eleito.
Nas eleições de outubro de 2018 foi candidato a deputado estadual pelo Podemos e foi eleito com 26.210 votos. Assumiu o mandato em 1º de fevereiro de 2019, tendo como primeiro suplente Luiz Carlos Gibson.